# Bass

Logo

Bass is een voormalige brouwerij in het Verenigd Koninkrijk. Bass wordt nog gebruikt als merknaam van verschillende Engelse biersoorten.
De brouwerij Bass was gevestigd in Burton upon Trent. De biermerken worden nog steeds in Burton upon Trent gebrouwen, maar nu door het bedrijf Marston's. Bass wordt vooral geassocieerd met zijn pale ale. Het bijpassende logo (met een rode driehoek) was het eerste handelsmerk dat werd geregistreerd in het Verenigd Koninkrijk.

## Geschiedenis

### Start activiteiten
De brouwerij Bass & Co Brewery werd in 1777 opgericht door William Bass en was een van de eerste brouwerijen in Burton upon Trent. Al vanaf het begin van de historie van de brouwerij werd het bier reeds gebotteld geëxporteerd over de gehele wereld. De handel met de landen rond de Oostzee vond plaats vanuit de havenplaats Kingston upon Hull. Groeiende vraag van het bier leidde ertoe dat een tweede brouwerij werd geopend in 1799. Michael Bass, de zoon van de oprichter, verrichtte de opening.
Het water in Burton upon Trent is zo goed van samenstelling dat er vanaf midden de 19e eeuw niet minder dan 30 verschillende brouwerijen actief waren in de stad. Aan het eind van de 20e eeuw was dit aantal door consolidatie en overnames afgenomen tot twee grote brouwerijgroepen waaronder Bass. 

### Overnames
De brouwerij nam ook diverse bedrijven over nadat een grootschalig proces van fusies en overnames op gang kwam. Overnames door Bass omvatten onder meer de bedrijven Mitchells and Butlers (1961), Charringtons (1967) en William Stones Ltd (1968). De merknaam Mitchells and Butlers wordt gebruikt voor de retailactiviteiten toen deze in 2003 werden afgesplitst van de activiteiten van Six Continents. Naast de brouwactiviteiten had het concern ook deelnemingen in diverse hotels.

### Interbrew neemt bier activiteiten over
De brouwerijtak van het concern Bass werd in juni 2000 gekocht door het Belgische brouwconcern Interbrew. Interbrew betaald 2,3 miljard pond sterling en kreeg daarmee een marktaandeel van 32% in handen. Interbrew nam 4100 werknemers over en zes brouwerijen waaronder die in Burton upon Trent, Tadcaster, Birmingham en Belfast.
Nadat de Britse Mededingingsautoriteit (Competition Commission) besloten had dat er een mogelijk monopolie kon ontstaan door de overname van Bass door Interbrew, verkocht de Belgische brouwerijgroep de brouwerij en een aantal merken, zoals Carling en Worthington aan de Amerikaanse brouwerij Coors. Het was de grootste acquisitie van Coors en het betaalde US$ 1,7 miljard. Coors kreeg hiermee een marktaandeel van 18% in handen en alleen Scottish & Newcastle was groter. Interbew behield de rechten op de productie van het Bass biermerk.
Aanvankelijk werd de productie van het biermerk onder licentie uitgevoerd door Coors, die de productiefaciliteit had overgenomen. De licentie verliep eind 2005, waarna de licentie werd overgenomen door de brouwerij Wolverhampton & Dudley Breweries. De productie van Bass werd verplaatst naar Marston's, de andere brouwerij van Burton. De productie van blikjes met Bass bier, die voornamelijk naar de Verenigde Staten worden geëxporteerd, wordt niet langer uitgevoerd in Burton upon Trent. De import hiervan is in handen van Anheuser-Busch.
Het brouwerijmuseum dat vlak bij de oude Bassbrouwerij is gevestigd en is een belangrijke trekpleister van Burton upon Trent.

### Hotels gaan verder als IHG
Na de verkoop van de brouwerij werden de hotel-en pubactiviteiten ondergebracht in het separate bedrijf Six Continents. Dit bedrijf is later wederom gesplitst, nadat de frisdranktak werd verkocht en nog alleen de hotelactiviteiten werden uitgevoerd. Bij deze gelegenheid werd van Six Continents de naam gewijzigd in InterContinental Hotels Group (IHG).